# Халид Шейх Мохаммед
Халид Шейх Мохаммед (араб. خالد شيخ محمد‎, 14 апреля 1965) — международный террорист, один из организаторов террористического акта 11 сентября 2001 года.

## Биография
Халид Шейх Мохаммед родился 14 апреля 1965 года. Был младшим сыном в семье белуджей, эмигрировавших в Кувейт в период нефтяного бума. Его отец Махмуд Али умер в 1969 году, оставив после себя девятерых детей. Мать Халида, Халема, зарабатывала на жизнь омыванием трупов. Халид демонстрировал успехи в школе. В середине 1970-х его старшие братья вступили в Общество братьев-мусульман, в 16 лет Халид присоединился к ним.
В 1986 году окончил Сельскохозяйственный и технологический университет штата Северная Каролина, США, по специальности «машиностроение».
После окончания университета Мохаммед участвовал в войне в Афганистане на стороне афганских моджахедов. Затем он жил в Пакистане и Катаре, где стал сотрудничать с террористическими группами.
Его обвиняли в причастности к взрыву во Всемирном торговом центре в Нью-Йорке в 1993 году (он является дядей Рамзи Юзефа, осуждённого за этот теракт). В 1996 году Халид Шейх Мохаммед был также обвинён в подготовке теракта на Филиппинах, в ходе которого террористы готовились взорвать 12 американских авиалайнеров. Его также связывали с нападением 12 октября 2000 года на американский эсминец «Коул» (англ. USS Cole), попыткой Ричарда Рида взорвать гражданский авиалайнер с помощью бомбы, спрятанной в обуви и террористическим актом в синагоге Эль-Гриба на Джербе (Тунис). Он пытался попасть в Чечню к Хаттабу, но не смог этого сделать. Сам Мохаммед в интервью корреспонденту телекомпании «Аль-Джазира» в сентябре 2002 года назвал себя главой военного комитета «Аль-Каиды». В этом интервью он заявил, что присутствовал на встрече руководства «Аль-Каиды», на которой принималось решение о проведении терактов 11 сентября 2001 года в США. ФБР внесло его в список наиболее разыскиваемых террористов и назначило награду в 25 миллионов долларов за любую информацию, ведущую к его поимке.
Халид Шейх Мохаммед также признался, что лично обезглавил в 2002 году в Пакистане американского журналиста Дэниела Перла.
Халид Шейх Мохаммед до своего ареста в 2003 году в Пакистане официально работал инженером в министерстве электроэнергетики и водоснабжения Катара, причём в зарубежные командировки, где занимался подготовкой терактов, он ездил за счёт госучреждения, в котором работал.
Мохаммед был задержан 1 марта 2003 года в ходе совместной операции американских спецслужб и Межведомственной разведки Пакистана в городе Равалпинди, расположенном недалеко от Исламабада.
После ареста Мохаммед сначала содержался в секретной тюрьме ЦРУ на территории Польши, где подвергался жёстким допросам: его лишали сна и применяли к нему метод, известный как имитация утопления. Таких эпизодов было 183. По его словам, под пытками он в какой-то момент сказал оперативникам ЦРУ «то, что, как ему казалось, они хотели услышать», что привело к аресту двоих невиновных людей. После того, как тюрьма ЦРУ в Польше была закрыта, Мохаммеда перевезли в секретную тюрьму ЦРУ в Бухаресте, которая отличалась более мягкими условиями содержания. С 2006 года Мохаммед содержится в тюрьме на базе в Гуантанамо. В ходе допроса в 2007 году он признался в том, что действительно был организатором теракта 11 сентября.
В мае 2012 года на военной базе Гуантанамо начался суд над Халидом Шейхом Мохаммедом, которого власти США считают главным организатором терактов 11 сентября 2001 года, и четырьмя его предполагаемыми сообщниками. Они предстали перед военным судом на базе Гуантанамо, где им были предъявлены официальные обвинения. По этому делу были проведены десятки досудебных слушаний, но сложный процессуальный характер разбирательства в сочетании с материально-техническими проблемами привёл к многократным задержкам. В июле 2019 года The Wall Street Journal сообщил, что Мохаммед готов подтвердить информацию о причастности Саудовской Аравии к терактам 11 сентября. В обмен на это он просит власти США не требовать для него смертной казни. В августе 2019 года датой начала рассмотрения дела о терактах 11 сентября 2001 года по существу было назначено 11 января 2021 года. Однако в сентябре 2021 года председатель суда Мэттью Макколл заявил, что суд над организаторами терактов начнётся не ранее, чем через год.
В 2015 году Мохаммед написал письмо Бараку Обаме, в котором назвал Обаму «головой змеи», а Америку — «страной угнетения и тирании». Мохаммед обвиняет США в ведении войны против всего мусульманского мира. В качестве примера он приводит зарубежные военные операции США, поддержку Израиля и «угнетение народа Палестины». Об организованном им теракте 11 сентября 2001 года Мохаммед отзывается с гордостью и пишет о том, что нападения 11 сентября стали продолжением той войны, которую начали «вы и ваши диктаторы на нашей земле».

### Комментарии
1. ↑  В паспорте, выданном посольством Пакистана в 1982 году, указана дата 24 апреля[2].